# Hoplistomerus quintillus
Hoplistomerus quintillus är en tvåvingeart som först beskrevs av H. Oldroyd 1940.  Hoplistomerus quintillus ingår i släktet Hoplistomerus och familjen rovflugor.
Artens utbredningsområde är Kenya. Inga underarter finns listade i Catalogue of Life.